# Dabra
Dabra är en ort i Indien.   Den ligger i distriktet Gwalior och delstaten Madhya Pradesh, i den centrala delen av landet, 300 km söder om huvudstaden New Delhi. Dabra ligger 207 meter över havet och antalet invånare är 60 836.
Terrängen runt Dabra är platt. Runt Dabra är det tätbefolkat, med 297 invånare per kvadratkilometer. Dabra är det största samhället i trakten. Trakten runt Dabra består till största delen av jordbruksmark.